# Моргунов, Пётр Алексеевич
Пётр Алексеевич Моргунов (25 января 1902, Москва — 29 сентября 1985, Москва) — советский военачальник, генерал-лейтенант береговой службы (10 апреля 1944), первый в СССР кавалер ордена Нахимова I степени (1944).

## Биография
Родился в семье рабочего завода «Динамо». В 1913 году окончил начальное городское училище в Москве, работал слесарем на заводе «Динамо».
С июля 1919 года — в рядах Красной Армии. В 1921 году окончил Одесские артиллерийские курсы, служил командиром взвода береговой батареи Севастопольской крепости. В 1925 году окончил Высшие курсы артиллерии особого назначения, в 1929 году — Высшие спецкурсы Военно-морской академии. В начале 1930-х годов командовал башенной батареей № 35, затем был помощником коменданта Крымского укрепрайона. С 1939 года — комендант береговой обороны Крыма и главной базы Черноморского флота.
21 мая 1941 года присвоено звание генерал-майора береговой службы.
Летом-осенью 1941 года руководил строительством сухопутных оборонительных рубежей главной базы Черноморского флота и артиллерийского укрепрайона на севере Крыма. Участник обороны Севастополя 1941—1942 гг.; с ноября 1941 по июнь 1942 года являлся заместителем по береговой обороне Ф. С. Октябрьского, командующего Черноморским флотом и Севастопольским оборонительным районом; с июля 1942 года — заместитель командующего Черноморским флотом по сухопутным войскам. Осенью 1942 года работал в спецкомиссии вице-адмирала С. П. Ставицкого по изучению опыта обороны Севастополя. С начала 1943 года — начальник береговой обороны Черноморского флота. Звание генерал-лейтенанта береговой службы присвоено 10 апреля 1944 года.
С августа 1950 года — в Главном морском штабе (начальник управления береговой обороны, затем начальник Главного управления боевой подготовки). В 1951 году — начальником береговой обороны Военно-морских сил. В 1955 году уволен в запас по болезни.
Похоронен в Москве на Кунцевском кладбище.
Опубликовал книгу об обороне Севастополя:
- Моргунов П. А. Героический Севастополь. — М.: Наука, 1979. — 516 с. — 40 000 экз. (недоступная ссылка)

### Семья
Жена — Мария Фёдоровна.

## Награды
- орден Ленина (21.02.1945[3])
- три ордена Красного Знамени (1942, 03.11.1944[3], 15.11.1950[3])
- орден Нахимова I степени (16.05.1944; награждён первым в СССР) — экспонируется в экспозиции Диорамы на Сапун-горе
- орден Отечественной войны I степени (06.04.1985[4])
- два ордена Красной Звезды (1941, 28.10.1967[5])
- медали СССР
- орден Британской империи 3 степени (1944)
- ценный подарок (наручные часы) от Министра обороны
- именной кортик — награждён приказом Главнокомандующего Военно-морскими силами адмирала Н. Г. Кузнецова за долголетнюю, безупречную службу; хранится в фондах Национального музея героической обороны и освобождения Севастополя[6].

### Иностранные награды
- Командор Ордена Британской Империи Великобритания (1944)[7]

## Память
В 2000 году на доме № 49 по ул. Советская (Севастополь), где П. А. Моргунов жил в 1948—1950 гг., была установлена мемориальная доска.
В 2008 году именем генерала П. А. Моргунова названа улица в Севастополе, в районе Максимовой дачи.
Имя «Пётр Моргунов» носит большой десантный корабль проекта 11711, который входит в состав Северного флота ВМФ России.

## В искусстве
В художественном фильме «Море в огне», снятом в 1970 году на киностудии «Мосфильм» режиссёром Л. Н. Сааковым, роль генерала П. А. Моргунова исполнил актёр Константин Тыртов.